# Alexander Todd
Alexander Robertus Todd, Barão Todd (Glasgow, 2 de outubro de 1907 — Cambridge, 10 de janeiro de 1997) foi um químico britânico. Foi agraciado com o Nobel de Química de 1957, em reconhecimento a suas pesquisas sobre a estrutura e síntese de nucleotídeos, nucleosídeos e coenzimas.

## Carreira
Todd ocupou cargos no Lister Institute, na University of Edinburgh (equipe, 1934–1936) e na University of London, onde foi nomeado Reader in Bioquímica.
Em 1938, Alexander Todd passou seis meses como professor visitante no California Institute of Technology, eventualmente recusando uma oferta de um cargo de professor. Todd tornou-se Sir Samuel Hall Chair of Chemistry e Director dos Chemical Laboratories da University of Manchester em 1938, onde começou a trabalhar com nucleosídeos, compostos que formam as unidades estruturais dos ácidos nucleicos (DNA e RNA).
Em 1944, ele foi nomeado para a cadeira de Química de 1702 na Universidade de Cambridge, que ocupou até sua aposentadoria em 1971. Em 1949, ele sintetizou trifosfato de adenosina (ATP) e dinucleotído de flavina adenina (FAD). Todd serviu como professor visitante na Universidade de Chicago no outono de 1948 e na Universidade de Sydney em 1950.
Em 1955, ele ajudou a elucidar a estrutura da vitamina B12, embora a fórmula final e a estrutura definitiva tenham sido determinadas por Dorothy Hodgkin e sua equipe, e mais tarde trabalhou na estrutura e síntese da vitamina B1 e da vitamina E, as antocianinas (os pigmentos de flores e frutos) de insetos (pulgões, besouros) e estudou alcalóides encontrados no haxixe e na maconha. Ele atuou como presidente do comitê consultivo do governo do Reino Unido sobre política científica de 1952 a 1964.
Ele foi eleito Fellow do Christ's College, Cambridge em 1944 e foi Mestre de 1963 a 1978. Ele se tornou Chanceler da University of Strathcly de em 1975 e professor visitante na Hatfield Polytechnic (1978-1986). Entre suas muitas honras, incluindo mais de 40 títulos honorários, ele foi eleito Fellow da Royal Society em 1942, foi presidente da Royal Society de 1975 a 1980 e tornou-se membro da Ordem do Mérito em 1977.
Em 1981, Todd tornou-se membro fundador do Conselho Cultural Mundial.
Ele morreu em Cambridge em 10 de janeiro de 1997 após um ataque cardíaco.

## Prémios
- 1936 - Medalha e Prêmio Meldola[8]
- 1948 - Medalha Lavoisier (SCF)[9]
- 1949 - Medalha Davy[10]
- 1955 - Medalha Real[11]
- 1957 - Nobel de Química[12]
- 1960 - Tercentenary Lectures[13]
- 1962 - Medalha de Ouro Paul Karrer[14]
- 1962 - Medalha de Ouro Stanislao Cannizzaro[15]
- 1970 - Medalha Copley[16]
- 1978 - Medalha de Ouro Lomonossov[17]